# مامادو ديا
مامادو ديا (بالفرنسية: Mamadou Dia) هو اقتصادي وسياسي سنغالي وفرنسي، ولد في 18 يوليو 1910 في السنغال، وتوفي في 25 يناير 2009 في داكار في السنغال. حزبياً، نشط في الحزب الاشتراكي السنغالي ‏. وقد انتخب عضو الجمعية الوطنية في السنغال وانتخب عضو مجلس الشيوخ في الجمهورية الرابعة وانتخب نائب فرنسي.

## روابط خارجية
- مامادو ديا على موقع مونزينجر (الألمانية)